# Ravinia barroi
Ravinia barroi är en tvåvingeart som först beskrevs av Carroll William Dodge 1956.  Ravinia barroi ingår i släktet Ravinia och familjen köttflugor.
Artens utbredningsområde är Kuba. Inga underarter finns listade i Catalogue of Life.